# Marie Corridon
Marie Louise Corridon, född 5 februari 1930 i Washington, D.C., död 26 maj 2010 i Norwalk i Connecticut, var en amerikansk simmare.
Corridon blev olympisk mästare på 4 x 100 meter frisim vid sommarspelen 1948 i London.